# Very-small-aperture terminal

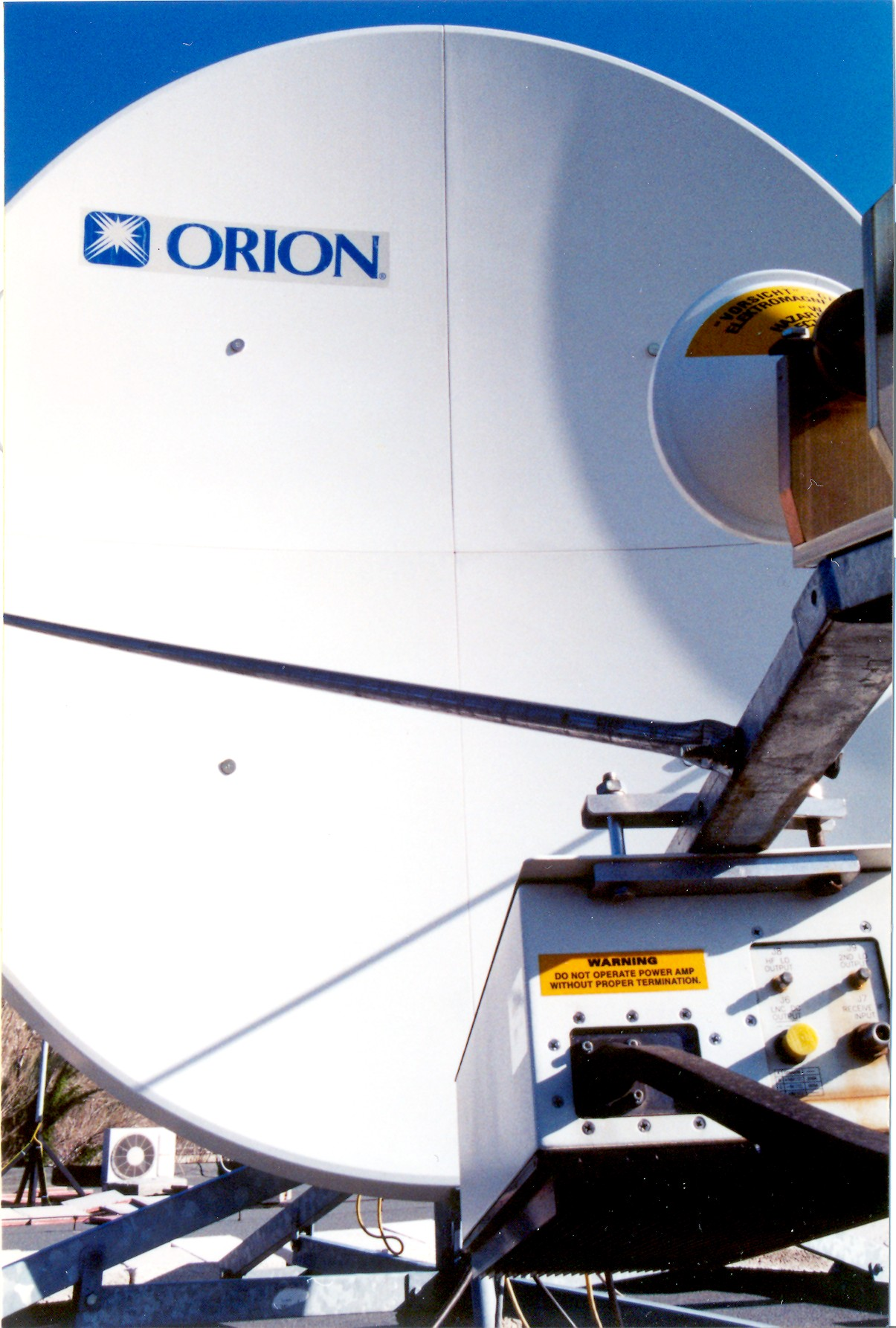
A antena parabólica com prato de 2,5 m para acesso bidirecional de Internet via satélite.

Very Small Aperture Terminal (VSAT) é uma  estação terrestre de comunicação bi-direcional via satélite, com uma antena parabólica menor do que 3 metros. A maioria das antenas VSAT variam desde 75 cm a 1,2 m. As taxas de dados normalmente variam de 4 kbit/s até 4 Mbit/s, e às vezes até um máximo de downlink de 16 Mbit/s, com alguns módulos atualizados e melhorias. Os satélites para acesso VSAT estão em órbita geoestacionária e fazem o intermédio da transmissão dos dados entre as pequenas estações terrestres remotas (terminais VSAT) e a estação de terra mestre ou "HUB".